# Ренессе, Константейн ван
Константейн ван Ренессе, также Константейн а-Ренессе, Константейн Даниэль ван Ренессе (нидерл. Constantijn à Renesse, Constantijn Daniel van Renesse; 1626, Маарсен — 1680, Эйндховен) — голландский живописец, рисовальщик и гравёр Золотого века голландского искусства, ученик Рембрандта. Сам художник в некоторых случаях подписывал свои работы как Constantijn à Renesse.

## Биография
Константейн родился в Маарсене в семье Лодевейка ван Ренесса, военного капеллана Фредерика, принца Оранского.
Он переехал с семьей в Бреду и был отправлен в Лейденский университет изучать литературу, языки, а затем математику. В 1649 и 1652—1653 годах он был учеником Рембрандта.
В 1653 году Константейн переехал в Эйндховен, где занимал должность муниципального секретаря города. В 1650—1660-х годах продолжал свою деятельность как рисовальщик, а также как живописец и гравёр, создавал портреты, картины на религиозные сюжеты и бытовые сцены.
Некоторые работы он подписывал «CARnesse Inventor et Fecit». Константен заменил голландскую частицу «van» французской «à», а затем прописал эту «à» заглавными буквами: «CA Renesse», что дало повод некоторым исследователям дать ему второе имя: «Adriaan», или «Abraham Renesse».
Картина «Снятие с креста», обычно приписываемая Рембрандту, могла быть написана Константейном а-Ренессе по композиции мастера.

## Галерея
- Сон Иакова
- Портрет старого человека. 1651. Офорт, сухая игла
- Христос и самаритянка. Бумага, бистр, перо, кисть. Библиотека Лейденского университета
- Сатир в гостях у крестьянина. 1653. Холст, масло. Национальный музей, Варшава
- Суд Соломона. Ок. 1649. Бумага, сепия, перо, кисть. Метрополитен-музей, Нью-Йорк